# Geschubde grondkoekoek
De geschubde grondkoekoek (Neomorphus squamiger) is een vogel uit de familie Cuculidae (koekoeken).

## Verspreiding en leefgebied
Deze soort is endemisch in Brazilië bezuiden de Amazonerivier.

## Status
De geschubde grondkoekoek komt niet als aparte soort voor op de lijst van het IUCN, maar is daar een ondersoort van de roodbuikgrondkoekoek (Neomorphus geoffroyi squamiger).